# Dilthey-Haus

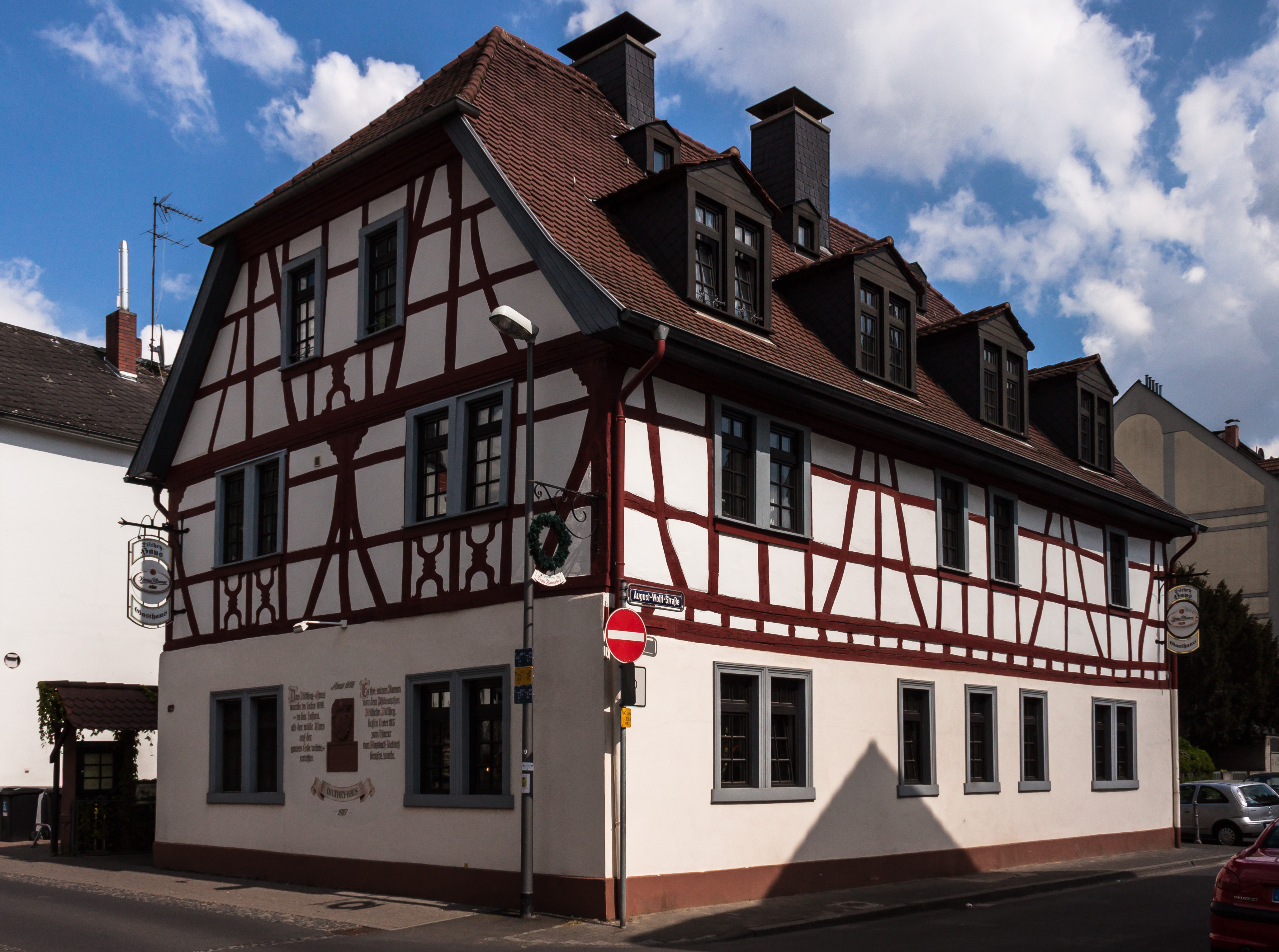
Dilthey-Haus

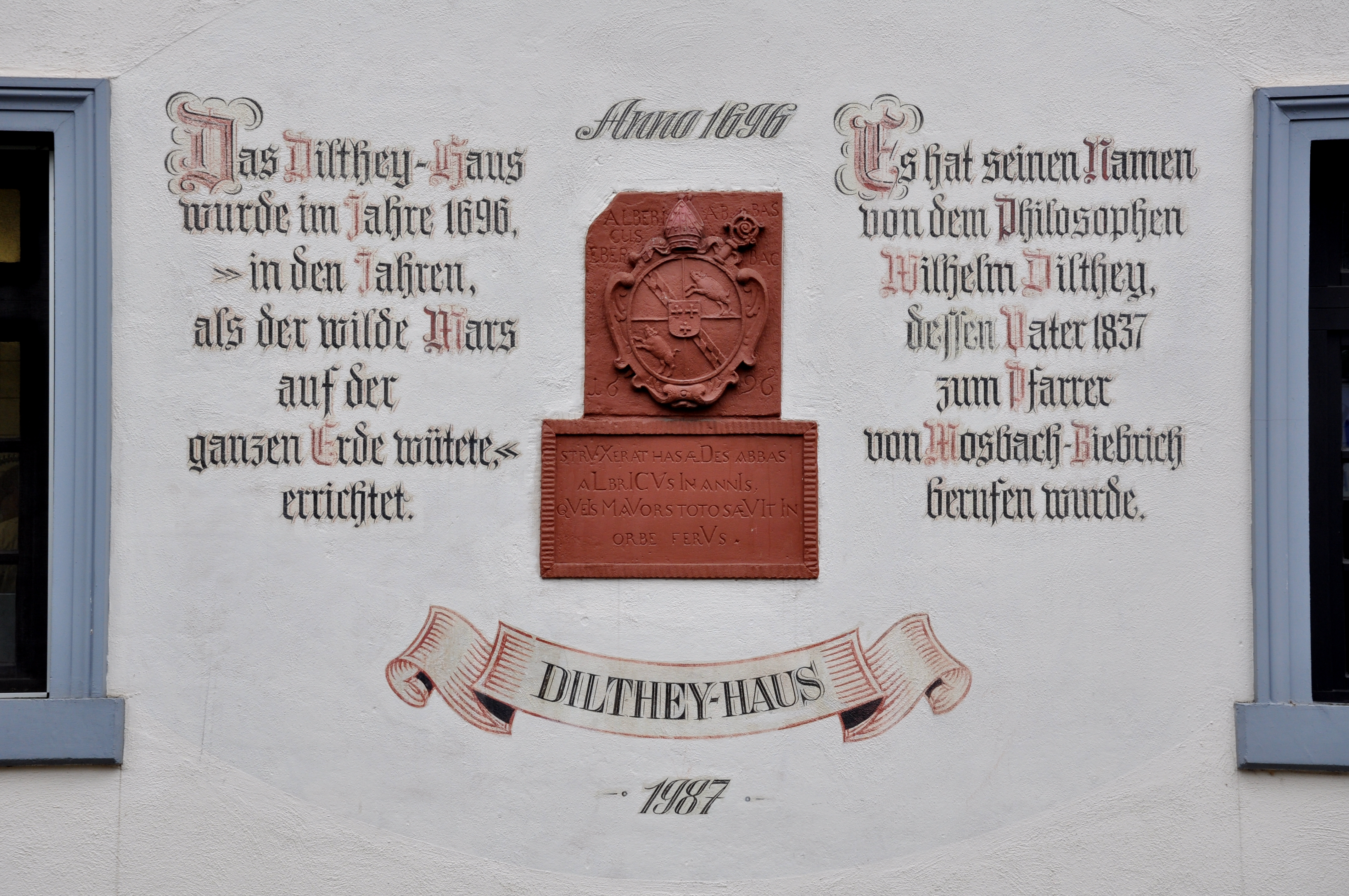
Inschrift

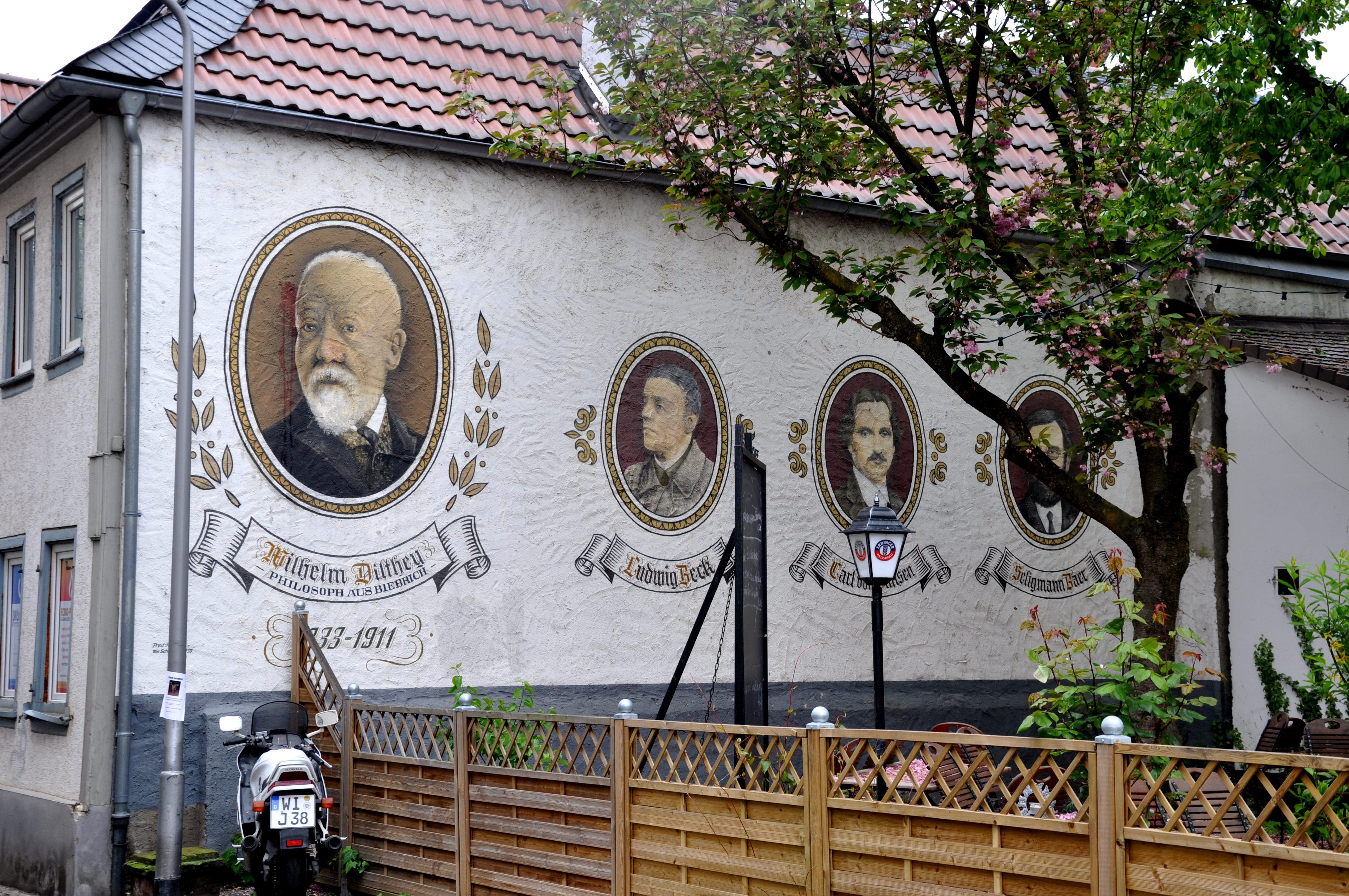
Wandmalerei auf der gegenüberliegenden Straßenseite, am Biergarten

Das Dilthey-Haus ist ein 1696 errichtetes Fachwerkgebäude in Alt-Mosbach (gehört zu Wiesbaden-Biebrich) und steht unter Denkmalschutz.

## Geschichte
Das Haus mit der heutigen Adresse Am Schlosspark 129 wurde bis 1868 als evangelisches Pfarrhaus genutzt. Entsprechend war es auch der Wohnsitz des nassauischen Oberhofpredigers in Biebrich, Maximilian Dilthey (1804–1867). Dessen Sohn, der Philosoph Wilhelm Dilthey, verbrachte seine Jugend hier, woraus sich die Namensgebung ergibt. Es ist jedoch nicht sein Geburtshaus. Heute wird das Gebäude als Gaststätte genutzt.

## Beschreibung
Das Erdgeschoss des Hauses ist massiv gemauert, darauf erheben sich zwei Stockwerke in Schmuckfachwerk. In die Straßenfront ist das aus Sandstein gearbeitete Wappen des Eberbacher Abts Alberich Kraus aus Boxberg eingelassen. Darum herum beschreibt eine Inschrift die Geschichte des Hauses. Auf der verputzten Seite eines Nachbarhauses neben dem Biergarten befinden sich vier Porträts als Wandmalereien. Diese stellen Wilhelm Dilthey, den Widerstandskämpfer Generaloberst Ludwig Beck, den Diplomaten Carl von Bunsen (1821–1887) und den jüdischen Bibelwissenschaftler Seligmann Baer dar.